# Comuna Mîsleatîn, Izeaslav
Mîsleatîn (în ucraineană Мислятин) este o comună în raionul Izeaslav, regiunea Hmelnîțkîi, Ucraina, formată din satele Bilciîn, Bilciînka, Lopușne și Mîsleatîn (reședința).

## Demografie
Componența lingvistică a comunei Mîsleatîn
     Ucraineană (99,52%)
     Alte limbi (0,48%)
Conform recensământului din 2001, majoritatea populației comunei Mîsleatîn era vorbitoare de ucraineană (99,52%), existând în minoritate și vorbitori de alte limbi.